# Correntes d’Escritas
Das Correntes d'Escritas (portugiesisch für „Schreibketten / Schreibströmungen“) ist ein Literaturfestival in Portugal. Es findet seit 2000 alljährlich im Februar in der nordportugiesischen Stadt Póvoa de Varzim statt.
Die Veranstaltung ist auf Literatur der beiden Hauptsprachen der Iberischen Halbinsel, Portugiesisch und Spanisch ausgerichtet, und ist Forum für Autoren aus Portugal, den afrikanischen Staaten mit Amtssprache Portugiesisch, Spanien und Lateinamerika. Auch wenn inzwischen regelmäßig auch Autoren anderer Sprachen zu Gast sind, so blieb die hauptsächlich Ausrichtung auf Literatur der iberischen Sprachräume bestehen.
Es ist eines der bedeutendsten und international bekanntesten portugiesischen Literaturfestivals. Häufig wird es als erstes Literaturfestival des Landes bezeichnet, auch weil ihm nach seinem Erfolg eine Reihe weiterer Festivals im Land folgten. Als erstes reines Literaturfestival des Landes muss jedoch das 1984 gegründete Festival de Poesia de Vila Nova de Foz Côa in Vila Nova de Foz Côa gelten, zudem beinhaltete das 1976 gegründete Kulturfestival Festa do Avante! von Anfang an auch ein Literaturfestival, mit Diskussionsforen, Buchvorstellungen, Verkaufsmesse, Lesungen und Autorentreffen.

## Geschichte
Gründer Francisco Guedes erlebte in der nordspanischen Stadt Gijón das enorm erfolgreiche Literaturfestival Semana Negra da Gijón und entschied, in Portugal eine ähnliche Veranstaltung zu etablieren. Anlässlich des 100. Todestags von Eça de Queiroz, einem der bedeutendsten Autoren der portugiesischen Literaturgeschichte, fand erstmals diese Literaturveranstaltung in Queiroz´ Geburtsstadt Póvoa de Varzim statt. Mit nur etwa 70 Besuchern und einigen Autoren bei der ersten Auflage, nahmen Schriftsteller, Kritiker, Verleger und interessierte Leser des Landes dieses neue Forum nun mit jedem folgenden Jahr stärker an. 2004 vergab man hier erstmals einen ersten Literaturpreis, was die Bekanntheit und Bedeutung der Veranstaltung weiter erhöhte.